# Cholinester

Allgemeine Struktur der Cholinester. R ist eine von einer Säure abgeleitete Gruppe, meist eine von einer Carbonsäure abgeleitete Acylgruppe. Das Gegenion ist nicht dargestellt

Cholinester sind eine Stoffgruppe der organischen Chemie. Es handelt sich um Ester, meist Carbonsäureester, des Cholins. Als Derivate des Cholins sind sie quartäre Ammoniumverbindungen. Der bekannteste Vertreter ist das Acetylcholin, das verschiedene biologische Funktionen einnimmt, unter anderem als Neurotransmitter. Der Cholinester Sinapin kommt in Kreuzblütlern vor, außerdem sind Cholinester wichtige Metabolite verschiedener Meeresschnecken. Phosphorsäureester des Cholins sind unter anderem Bestandteil von Phospholipiden.

## Vorkommen

### Acetylcholin und verwandte Verbindungen

Struktur von Acetylcholin

Acetylcholin ist ein wichtiges und weitverbreitetes Signalmolekül in allen Lebewesen. In Wirbeltieren wirkt es als Neurotransmitter, beeinflusst aber auch viele andere Prozesse. In Pflanzen kommt Acetylcholin verstärkt in schnell wachsenden Teilen vor, beispielsweise in sehr hohen Konzentrationen in Bambussprossen und reguliert vermutlich die Zellteilung. Andere Cholinester haben als Signalmoleküle ebenfalls Bedeutung, die gegenüber Acetylcholin jedoch deutlich untergeordnet ist. Propionylcholin und Butyrylcholin sind beispielsweise an der Regulierung des Ionentransports durch das Darmepithel beteiligt.

### Andere Carbonsäureester des Cholins

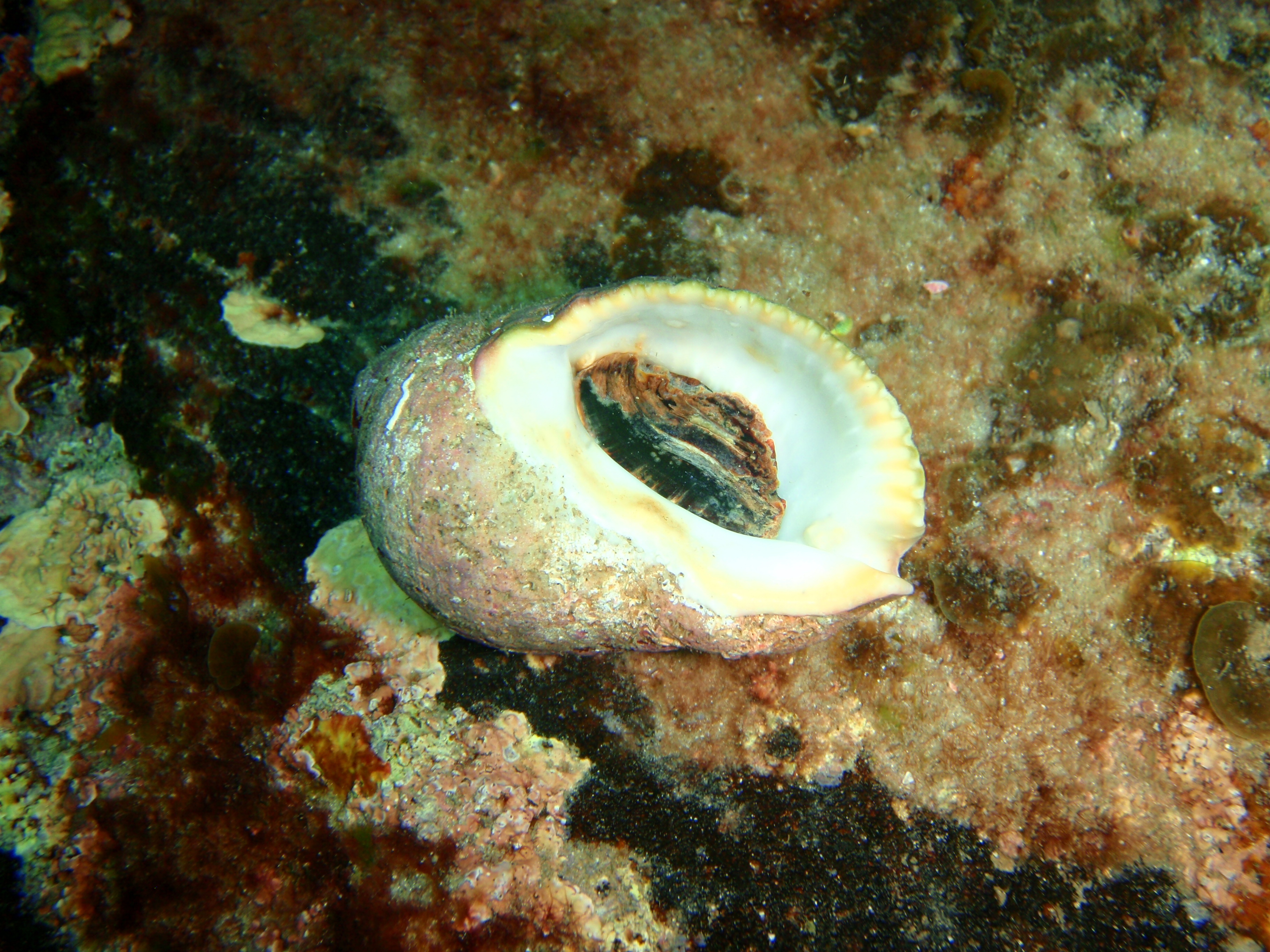
Cholinester kommen in Stachelschnecken, beispielsweise Dicathais orbita, vor

In den Stachelschnecken kommen verschiedene bioaktive Cholinester wie das Urocanylcholin vor. Diese dienen vermutlich unter anderem dazu, Beutetiere zu lähmen und als antibakterielle Wirkstoffe, um die Eier zu schützen. Daneben treten sie auch als Gegenionen des biosynthetischen Sulfat-Vorläufers von Purpur auf. Einige in Kofferfischen vorkommende Neurotoxine, beispielsweise das Pahutoxin, sind Cholinester.
Sinapin ist der Cholinester der Sinapinsäure und kommt in den Samen der Kreuzblütler vor. Es ist auch das Gegenion des Glucosinalbins im Sinalbin, einem wichtigen Inhaltsstoff von weißem Senf.

### Phosphorsäureester des Cholins
Der Phosphorsäureester des Cholins, das Phosphocholin, ist in biologischen Systemen an der Biosynthese diverser anderer Moleküle beteiligt, darunter Phosphatidylcholine und Sphingomyeline, bei denen die Phosphocholingruppe Bestandteil eines Lipids ist. Daneben hat Phosphocholin Bedeutung für posttranslationale Modifikationen von Proteinen.

## Verwendung
Suxamethonium ist der Ester der Bernsteinsäure mit zwei Molekülen Cholin. Es wird in der Humanmedizin als Muskelrelaxans eingesetzt.